# Universitat Brown
La Universitat Brown (en anglès: Brown University) és una universitat privada nord-americana, situada a Providence, a l'estat de Rhode Island. Va ser fundada l'any 1764, la qual cosa la converteix en la setena universitat més antiga dels Estats Units i una de les nou establertes abans de la Declaració d'Independència.
Forma part de la prestigiosa Ivy League, una associació que aplega vuit universitats privades del Nord-Est americà famoses per la seva llarga història, alta selectivitat i unes dotacions financeres multimilionàries. La població estudiant de Brown és de les més reduïdes de l'Ivy League, amb prop de 6.600 estudiants de grau i aproximadament 2.500 a nivell postgrau (segon i tercer cicle).
Brown és coneguda pel seu programa de grau, en el qual els estudiants dissenyen el seu propi pla d'estudis, per l'arquitectura colonial del seu campus i per l'èxit professional que han tingut els seus exalumnes en àmbits com l'acadèmic, la política i l'entreteniment. La qualitat de la institució ha estat reconeguda pels rànquings més citats, que la situen entre les millors universitats dels Estats Units i del món.

## Història
Fundada el 1764 com Rhode Island College, Brown va ser la primera universitat nord-americana que va acceptar alumnes de totes les afiliacions religioses.
El 1804, la universitat va ser reanomenada en honor de Nicholas Brown, qui hi havia contribuït amb 5.000 dòlars. El 1891, Brown va establir un college femení (Pembroke College), el qual posteriorment va ser unit al college masculí el 1971.
Des de 2001 fins a 2012, la rectora de Brown fou Ruth J. Simmons, la primera d'ascendència africana, i la segona dona rectora d'una universitat de la Ivy League. Des de l'any 2012, la presidència fou assumida per Christina Paxson.

## Perfil acadèmic
Com la majoria d'universitats nord-americanes, Brown està composta de diverses escoles, que es diferencien entre elles pel tipus de títol que atorguen.

### Escola de grau: Brown College
Els estudiants de Brown que opten al títol de grau es matriculen a Brown College, l'escola Brown més antiga. Tot i que històricament, com moltes altres institucions similars, havia tingut un pla d'estudis basat en el cànon occidental, l'any 1969 va introduir l'anomenat New Curriculum (Nou Currículum). Sota el New Curriculum, les úniques obligacions curriculars dels alumnes són cursar un seminari d'escriptura acadèmica i completar com a mínim una especialització, anomenada concentration, d'entre més de vuitanta opcions. A més, el sistema de notes ha estat simplificat de manera que en molts casos, les qualificacions són opcionals.

### Escoles de postgrau
Encara que els estudiants de postgrau a Brown només representen vora un terç dels estudiants totals, la Universitat compta amb una sèrie d'escoles de postgrau, com la d'Afers Internacionals o l'Institut d'Arqueologia i del Món Antic. També té una escola de medicina (Brown Medical School), amb 595 estudiants.

### Rànquings
| Publicació               | Posició |
| ------------------------ | ------- |
| Forbes                   | 26      |
| Times Higher Education   | 5       |
| US News and World Report | 14      |
| Washington Monthly       | 37      |

| Publicació                                    | Posició |
| --------------------------------------------- | ------- |
| Academic Ranking of World Universities (ARWU) | 101-150 |
| QS                                            | 60      |
| Times Higher Education                        | 61      |
| US News and World Report                      | 102     |

## Antics alumnes cèlebres i mestres il·lustres

### Alumnes
- Artistes
  - Wendy Carlos (1962), compositora
  - Laura Linney (1986), actriu
  - Lisa Loeb (1990), cantautora
  - Jessica Capshaw (1998), actriu

- Esportistes
  - John Lee Richmond, jugador de beisbol
  - Joe Patern (1950), jugador de futbol americà
  - Cory Gibbs (2001), futbolista

- Empresaris
  - John Sculley (1961)
  - Ted Turner

- Escriptors
  - Jeffrey Eugenides (1983), novel·lista
  - Nicanor Parra (1943), antipoeta

- Polítics
  - William L. Marcy (1808), polític estatunidenc
  - José Tomás Urmeneta (1827), polític i industrial xilè
  - Jerónimo Urmeneta (1834), polític xilè
  - John Milton Hi ha (1858), polític estatunidenc
- Altres
  - Julio Velarde, economista peruà

### Professors
- Ama Lliga Aidoo
- Fernando Henrique Cardoso
- Bernard Chazelle
- Carlos Fuentes
- Edwin Honig
- Serguei Jruschov, fill de Nikita Khrusxov
- Joan Massagué Solé
- Otto Neugebauer
- Lars Onsager
- Enric Bou